# Kuartango
Kuartango (in basco e ufficialmente; Cuartango in spagnolo) è un comune spagnolo di 358 abitanti, situato nella comunità autonoma dei Paesi Baschi.